# Klaustar
Klaustar (lat. claustrum - claudere: zatvoriti) element je samostanske arhitekture nastao izravno iz rimskoga peristilnog tipa ladanjske vile; pravokutno unutarnje dvorište obično okruženo trijemovima na stupovima, naslonjeno jednom stranom na crkvu, dok ostale zatvaraju samostanske zgrade. U dvorištu se po pravilu nalazi bunar s kamenom krunom, vrt, a često i groblje za svećenike i redovnike. Klaustar je po pravilu dio samostana određen samo za redovnike (kloštar).
Povijest izgradnje klaustara počela je u 6. stoljeću u prvom benidiktinskom samostanu, Monte Cassino, da bi kasnije klaustar postao standardnim dijelom benediktinskih, a kasnije i drugih, samostana u srednjem vijeku, u romaničkom i gotičkom stilu.
Najveći klaustar na svijetu (12.000 m2) je u Certosa di Padula u blizini Salerna u južnoj Italiji.
- Opatija Saint-Pierre de Moissac
- Opatija Fontenay
- Samostan sv. Franje Asiškog u Zadru
- Dominikanski samostan i crkva u Dubrovniku

## Vanjske poveznice
- Fotografije klaustara u Španjolskoj, Portugalu i Engleskoj